# Papabucos
Papabucos, pleme Indijanaca iz zapadne Oaxace u Meksiku, klasificiraju se grupi poznatoj kao Chatino, no srodnost treba prihvatiti s rezervom, porodica Zapotecan. Papacucosi žive u tek jednom pueblu. 
U zapadnim i središnjim predjelima Sola de Vege također žive dvije grupe Zapoteca koje se nazivaju i Papabuco koji im možda pripadaju ali ne govore istim jezicima. 